# Edith Naegeli
Edith Naegeli (* 11. April 1896 in Rapperswil; † 16. Mai 1982 in Ascona) war eine Schweizer Handweberin und Gründerin der ersten Handweberei in der Schweiz. Ihr Werk umfasst Tapisserie, Textilkunst und Zeichnungen.

## Leben und Werk
Edith Naegeli besuchte von 1916 bis 1918 die Fachschule für Sticken an der Kunstgewerbeschule Zürich und wurde unter anderem von Berta Baer (1872–1948) und Sophie Taeuber-Arp unterrichtet.
Anschliessend hielt sie sich für drei Semester an der Kunstgewerbeschule München auf und besuchte Kurse im Entwerfen von figürlichem Schmuck, Tapeten, Stickerei, Weberei und Holzschnitt. Sie wurde, wie ihre Mitschülerin Maria Geroe-Tobler, unter anderem von Robert Engels unterrichtet. Sehr früh stellte Edith Naegeli mit in der Fachschule bestickten Nadelkissen sowie mit dem 1920 entstandenem Wandteppich Landschaft mit Gebäuden ihre handwerklichen und künstlerischen Qualitäten unter Beweis.
1921 heiratete sie Hermann Balsiger, den früheren Ehemann von Mentona Moser. 1921/1922 arbeitete sie als Entwerferin und Stickerin bei der Firma Gassmann in Zürich. Nach dem Besuch einer der schwedischen Textilkünstlerin Märta Måås-Fjetterström (1873–1941) gewidmeten Ausstellung im Kunstgewerbemuseum Zürich erwachte ihre Leidenschaft für das Weben. In der Folge hielt sie sich 1923 für drei Monate in Schweden auf, arbeitete in verschiedenen Werkstätten und liess sich bei Märta Måås-Fjetterström in Båstad zur Weberin ausbilden. Zudem lernte sie bei ihr neben der Handweberei auch das Färben von Wolle mit Naturpigmenten sowie die Kunst der Tapisserie.
1923 gründete Edith Naegeli-Balsiger in Zürich die erste Handweberei in der Schweiz. Dieses befand sich in der Waldmannstrasse in Zürich. Sie stellte Gebrauchstextilien wie Möbelstoffe, Kissenbezüge, Wandbehänge, Teppiche, Decken und Bandwebereien her. 1925 erhielt sie ein Eidgenössisches Kunststipendium, das ihr einen dreimonatigen Studienaufenthalt in Schweden ermöglichte. Im gleichen Jahr trat sie der Schweizerischen Gesellschaft Bildender Künstlerinnen (SGBK) bei.
1928 stellte Edith Naegeli-Balsiger ihre Werke in Baden und Genf aus. Zudem nahm sie an der Schweizerischen Ausstellung für Frauenarbeit (SAFFA) teil. 1930 leitete sie für ein Jahr die Meisterwerkstätte des Schweizer Heimatwerks in Brugg und nahm an der Ausstellung der Kunstgewerbeausstellung der Gesellschaft Schweizerischer Malerinnen, Bildhauerinnen und Kunstgewerblerinnen (GSMBK) teil. 
In den 1930er-Jahren wurde sie vom Schweizer Bauernverband mit einem Projekt im Tessin betraut, das den dort ansässigen Frauen das Weben am Handwebstuhl als lukrative Tätigkeit näherbringen sollte. Während ihres Aufenthalts im Tessin beschäftigte sie sich nicht nur mit den regionalen Traditionen der Weberei, sondern sie entwickelte auch eine persönliche Bindung zur Alpensüdseite. 1933 nahm sie an der Ausstellung «Zürcher Werkkunst Einst und Jetzt» im Kunstgewerbemuseum Zürich und 1950 an der Ausstellung in der Verkaufsgenossenschaft «Spindel» in Zürich teil. 
1950 liess sich Naegeli-Balsiger in Brione nieder und führte ihre Handweberei dort weiter.